# Chiesa di San Pietro d'Arenula
La chiesa di San Pietro d'Arenula è un edificio religioso situato a Monte San Giovanni Campano, nella provincia di Frosinone, nel Lazio.
Prima canonica del Lazio meridionale, è situata appena fuori le mura della città di Monte San Giovanni Campano «sotto la rupe maggiore» in direzione sud-est, all'ombra della torre del castello in cui nel XII secolo fu rinchiuso Tommaso d'Aquino dalla sua famiglia.

## Storia

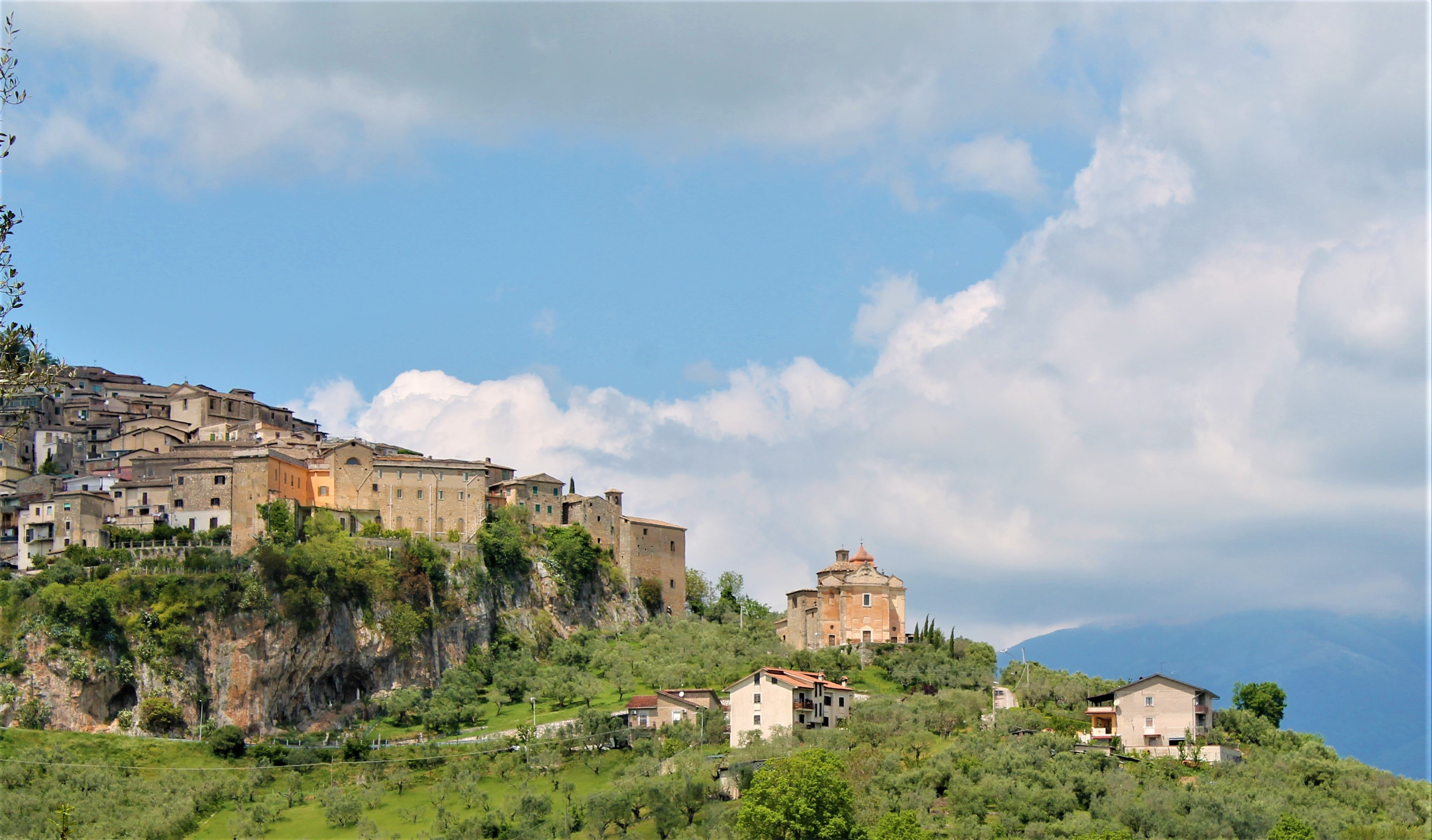
La rupe maggiore a sud-est del paese

Le prime notizie storiche relative alla chiesa sono risalenti al 1028 quando, in seguito alla distruzione del centro abitato di Canneto, la comunità di sacerdoti della chiesa di San Pietro di Canneto si trasferì a Monte San Giovanni Campano e, con l'aiuto di alcuni cittadini non solo locali, ma anche di Arpino, Alatri, Trevi, decisero di fondare la chiesa denominata di San Pietro de Arenula e una congregazione di canonici indipendente dall'autorità del vescovo, come si legge in Toubert. Altri riferimenti storici è possibile ricavarli dalla fascia di imposte del timpano su cui è segnato come anno di costruzione il 1111 e dall'incisione sulla prima campana «Oberti nus me fecit MCCXXXXI» posizionata nella torre esterna a sinistra del portone d'ingresso con accesso sia interno che esterno. In seguito Urbano VI, con la bolla del 26 dicembre 1379, concesse alla certosa di Trisulti tutti i beni dell'ex chiesa parrocchiale di Canneto annettendola alla Santa Sede nel 1385 (confermata poi nel 1411 da Giovanni XXIII e nel 1415 da Martino V) e obbligando i monaci certosini a prendersi cura dei pochi abitanti rimasti e a ingrandire questa chiesa che diveniva parrocchia per gli abitanti di Colli e Canneto; da quel momento il parroco di San Pietro d'Arenula veniva nominato direttamente dalla certosa, da cui dipendeva. La chiesa sopravvisse alla furia devastante di Carlo VIII e nel 1633 se ne ebbe nuovamente notizia poiché i certosini acquistarono un’altra campana allo scopo di abbellimento. Notizie successive si hanno nel 1654 a seguito della visita pastorale del vescovo Alessandro Argoli da cui emerge la presenza di un altare maggiore, rialzato da due gradini di pietra, sul quale era affissa una tela ad olio seicentesca raffigurante San Pietro, San Bartolomeo e San Bruno che venerano la Beata Vergine Maria con il Bambino commissionata dai monaci di Trisulti a Giuseppe Caci nel 1682; mentre l'altro altare era dedicato a Santa Maria della Pace. Questa chiesa, però, non era luogo di culto in quanto squallida per via del soffitto ancora fatto di tavole in legno e mura prive di rappresentazioni sacre che fungessero da modelli di ispirazione per i fedeli. I certosini si resero conto dell'esigenza di rinnovarla e nel 1720 la fecero restaurare, come attesta l'epigrafe posta sul lato destro dell’ingresso principale, cercando di adeguarla partendo proprio dalle immagini sacre commissionate al pittore Plinio Ambrosetti; in seguito venne inviato lì dal monastero di San Bartolomeo di Trisulti il pittore napoletano Francesco Frezzi, come attesta la ricevuta di quietanza.
Nel XVIII secolo le chiese parrocchiali nel paese erano cinque: Santa Maria della Valle, Santa Margherita, Santa Maria della Arendola, Santa Giusta e San Pietro d'Arenula e nella prima metà del secolo i certosini pensarono di adeguare la ricostruzione di quest’ultima ai nuovi canoni architettonici, ma i tempi si prolungarono poiché papa Benedetto XIV obbligò, attraverso un decreto, tutti i possidenti di beni a munirsi di un catasto per il pagamento delle tasse. Il compito di redigere l'inventario fu assegnato al perito geometra Tommaso Germieri, l'archipresbitero Bonaventura Marra e il notaio Maccario Marzoni ed il verbale conferma sia la presenza dei due altari, il principale con statua di San Pietro Apostolo custodita nella chiesa principale della Collegiata, che quella degli altri componenti, come emerse anche dalla mappa allegata: la chiesa aveva forma rettangolare, mentre il sagrato triangolare, alla sua destra vi era il cimitero ed al suo interno era molto semplice con tetto uniforme e senza elementi portanti che sorreggessero le cupole. Nel 1763 il vescovo Giovanni Battista Jacobini venne in visita e prescrisse l'acquisto di una pisside e una chiave per il tabernacolo, entrambi argentee; in seguito tornò per l'ultima volta nel 1767 poco prima che iniziassero i lavori. Quanto contenuto nella chiesa venne trasferito poiché si trattò di vere e proprie opere strutturali con demolizione degli ambienti di sinistra, le mura laterali furono rinforzate tramite un collegamento a volta e la navata, che mantenne le sue dimensioni, subì variazioni assumendo la forma di croce greca in stile barocco (anche se l'elemento longitudinale risulta essere leggermente più allungato rispetto al trasversale che ne determina il transetto), così come i centrali portanti del tamburo ottogonale che fuoriesce dal tetto con il tiburio sovrastato da lanterna. Una scelta stilistica di forme architettoniche riconducibili solo ad esemplari di alcune chiese seicentesche di Roma che qui si arricchisce dell’insolito campanile tra i due bracci, il quale venne in parte demolito ed il nuovo, che svettava oltre il tetto con terminale bizantineggiante, aveva quattro finestre per una migliore diffusione del suono delle campane. Scomparve il pulpito, fu creato un disimpegno per la cantoria proprio sulla porta d’ingresso e le due ali leggermente arretrate contribuirono a migliorare l’estetica della nuova facciata completamente settecentesca. Nel 1700 i certosini vi fecero affrescare la traslazione della Casa della Vergine Maria ad Ancona e la nuova chiesa, inaugurata nel 1775, come testimonia la lapide affissa in ricordo, divenne luogo di culto assumendo il ruolo di parrocchia finché fu costruita nella piazza centrale del paese la chiesa della Collegiata in onore di Maria Santissima del Suffragio, la quale è ancora oggi la principale per tutto il comune.
Tra il 1840 ed il 1850, su progetto dell'ingegnere Giuseppe Ricci di Ferentino, fu creata la piazzetta davanti alla chiesa, e la facciata in stile barocco fu completata con le due pigne ed i timpani. Nel 1882 il priore di Trisulti inviò il pittore Giuseppe Caci nella grancia di Monte San Giovanni Campano per far dipingere un quadro per questa chiesa.
Nel 1999, grazie ai fondi ministeriali destinati alle opere del Giubileo, la chiesa di San Pietro d'Arenula è stata restaurata nuovamente, questa volta da un'impresa edile di Lenola ed i lavori di consolidamento sono stati seguiti dall’architetto Marcello Matteini, l'ingegnere Gianfranco Belli e il geometra Mario Pernaselci. A destra dell’ingresso è, inoltre, stato costruito un vano per i servizi, proprio dove furono tumulate alcune salme dei garibaldini caduti nel 1867 durante lo scontro di Casina Valentini ad opera delle truppe pontificie; la pavimentazione in cotto, costituita da mattoni tipici di fattura locale, è rimasta quella originale. La somma ricevuta, tuttavia, non fu sufficiente per completare l’opera di restauro.
La chiesa viene aperta solamente il 29 giugno per la celebrazione della messa in occasione della festività di San Pietro e Paolo oppure per i riti matrimoniali.